# Neonauclea hagenii
Neonauclea hagenii är en måreväxtart som först beskrevs av Carl Karl Adolf Georg Lauterbach och Karl Moritz Schumann, och fick sitt nu gällande namn av Elmer Drew Merrill. Neonauclea hagenii ingår i släktet Neonauclea och familjen måreväxter.

## Underarter
Arten delas in i följande underarter:
- N. h. hagenii
- N. h. papuana